# Psaliodes myxa
Psaliodes myxa là một loài bướm đêm trong họ Geometridae.